# مارک دیتون
مارک دیتون (به انگلیسی: Mark Dayton) سناتور سابق عضو حزب دموکرات ایالات متحده آمریکا بود. وی در سال ۲۰۰۱ تا ۲۰۰۷ میلادی سناتور ایالت مینه‌سوتا در سنای ایالات متحده آمریکا بود.